# Red Bull Salzburg
Red Bull Salzburg austrijski je nogometni klub iz Salzburga. 
Klub je osnovan 13. rujna 1933. godine pod imenom SV Austria Salzburg. Godine 1978. mijenja se ime u SV Casino Salzburg, potom 1997. godine u SV Wüstenrot Salzburg. Dana 6. travnja 2005. godine kupila ih je kompanija Red Bull nakon čega ime mjenjaju u Red Bull Salzburg. Tek je 90-ih godina 20. stoljeća klub postizao velike rezultate osvojivši 3 naslova prvaka Austrije, te izgubivši 1994. godine u finalu Kupa UEFA od milanskog Intera. U klubu su nekad nastupali veliki igrači kao Oliver Bierhoff, Thomas Häßler i Toni Polster.

## Novi klub
Po dolasku u klub, Red Bull je obznanio da će u njemu doći do ogromnih promjena. Pa su tako promijenili ime kluba samo radi vlastite promidžbe, promijenjena je cijela uprava i menadžment kluba, te su se novi vlasnici kluba izjasnili da je Red Bull Salzburg novi klub, osnovan po njihovom dolasku, bez povijesti. To je diglo pobunu kod navijača koji nisu htjeli u zaborav baciti veliku 72-godišnju povijest kluba. Inače, ta bogata tvrtka u svom vlasništvu ima i nogometni klub iz New Yorka čiju su povijest ipak priznali, unatoč promjeni imena. 

Tradicionalna ljubičasta boja kluba isto je zaboravljena. Tek rezervni dresovni posjeduju nešto ljubičaste, dok je ona iz grba u potpunosti maknuta. Takvo nešto diglo je veliku pobunu, ne samo kod navijača Austrije Salzburg, nego i kod onih inozemnih koji su se protivili prvotno velikoj komercijalizaciji sporta. 

 5 je mjeseci trajalo protestiranje navijača, no, 15. rujna 2005. godine svi su odustali. Nije došlo ni do kakvog dogovora s novom upravom i ona je nastavila po svom planu. Od tada postoje dvije navijačke grupe oko kluba. Crveno-bijeli koji podupiru novi klub i ljubičasto-bijeli koji se tome protive. U veljači 2006. godine oni koji su bili protiv Red Bulla uspješno su registrirali klub SV Austria Salzburg zajedno sa starim grbom i spojili ga sa Salzburg Police Sports Clubom koji je igrao u 1. Salzburg Landligi, tj. 4. austrijskoj ligi. 

Što se tiče Red Bull Salzburga nova je uprava dovela klub do 2. mjesta u prvenstvu sezone 2005./06. Dana 23. svibnja 2006. godine kao trener je doveden bivša njemačka nogometna zvijezda Lothar Matthäus, a kao sportski direktor je došao jedan od najtrofejnijih trenera svijeta talijan Giovanni Trapattoni.

## Klupski uspjesi
* – kao SV Austria Salzburg
Austrijska Bundesliga
- Prvak (17): 1993./94.*, 1994./95.*, 1996./97.*, 2006./07., 2008./09., 2009./10., 2011./12., 2013./14., 2014./15., 2015./16., 2016./17., 2017./18., 2018./19., 2019./20., 2020./21., 2021./22., 2022./23.
- Finalist (5): 2005./06., 2007./08., 2010./11., 2012./13., 2023./24.

Austrijski nogometni kup
- Prvak (9): 2011./12., 2013./14., 2014./15., 2015./16., 2016./17., 2018./19., 2019./20., 2020./21., 2021./22.
- Finalist (5): 1973./74.*, 1979./80.*, 1980./81.*, 1999./00.*, 2017./18.

Austrijski nogometni superkup
- Prvak (3): 1994.*, 1995.*, 1997.*

Austrijska prva liga
- Prvak (2): 1977./78.*, 1986./87.*

Kup UEFA
- Finalist (1): 1993./94.*

UEFA Liga mladih
- Prvak (1): 2016./17
- Finalist (1): 2021./22

## Poznati igrači
| - Alan - Valon Berisha - Dražen Besek - Oliver Bierhoff - Zoran Brlenić - Mario Bonić - Nino Bule - Milan Dudić - Wolfgang Feiersinger - Thomas Häßler - Saša Ilić - Marc Janko - Nikola Jurčević - Kevin Kampl - Richard Kitzbichler - Tomislav Kocijan - Niko Kovač - Slavko Kovačić - Hans Krankl - Christoph Leitgeb - Thomas Linke - Sadio Mané - Alex Manninger - Mladen Milanović - Damir Milinović | - Mladen Mladenović - Miljan Mrdaković - Damir Mužek - Manuel Pamić - Željko Pavlović - Heimo Pfeifenberger - Karel Piták - Nikola Pokrivač - Toni Polster - Dean Računica - Đorđe Rakić - Marcel Sabitzer - Franz Schiemer - Ibrahim Sekagya - Jonathan Soriano - Željko Stinčić - Josip Šikić - Dušan Švento - Somen Tchoyi - Edmond Tomić - Goran Tomić - Andreas Ulmer - Johan Vonlanthen - Isaac Vorsah - Alexander Zickler |

## Vanjske poveznice
- Službena stranica na njemačkom
- Stranica navijača protiv Red Bulla ( na engl. )